# 美しく青きドナウ (宝塚歌劇)
『美しく青きドナウ』（うつくしくあおきドナウ）は、宝塚歌劇団のミュージカル作品。星組公演。
形式名は「ミュージカル・プレイ」。12場。
1975年11月13日から12月14日（新人公演：11月29日）まで宝塚大劇場（東京宝塚劇場未公演）で公演された。
併演作品は『ザッツ・ファミリー』。

## ストーリー
※『宝塚歌劇100年史（舞台編）』の宝塚大劇場公演のページを参照にした。
ワルツの名曲を数多く作曲したヨハン・シュトラウスの若き日の物語。
ヨハンは父の反対を押し切って家を出て、ピアノを教えながら作曲家を目指していた。洋菓子店の娘・テレサとは恋仲であったが、他にヨハンに思いを寄せる伯爵令嬢のオルガの画策により、演奏会で父・シュトラウスの代わりに指揮を振ることになる。それが、ヨハンによる作曲の「美しく青きドナウ」であった。

## 主な配役
※「（）」の人物は新人公演。
- ヨハン - 順みつき（峰さを理）[2]
- テレサ - 玉梓真紀（四季乃花恵）[2]
- オルガ - 衣通月子[1]

## スタッフ
- 作・演出：川井秀幸[1]
- 作曲・編曲：中元清純[3]
- 編曲：十時一夫[3]
- 音楽指揮：十時一夫[3]
- 振付：アキコ・カンダ[3]
- 装置：黒田利邦[3]
- 衣装：任田幾英[3]
- 照明：今井直次[4]
- 音響・録音：松永浩志[4]
- 小道具：万波一重[4]
- 効果：中田正廣[4]
- 合唱指導：十時一夫[4]
- 演出補：大関弘政[4]
- 演出助手：太田哲則[4]、南明[4]
- 制作：橋本雅夫[4]